# حلنجة
حلنجة قرية سوريّة تتبع إداريّاً لمحافظة حلب منطقة عين العرب ناحية صرين، بلغ تعداد سكانها 229 نسمة حسب التعداد السكاني لعام 2004.